# SENSURROUND
「SENSURROUND」は、Cornelius（小山田圭吾）が2008年にリリースしたミュージック・ビデオを集めたDVDである。収録曲は全て5作目のアルバム『Sensuous』から。5.1chサラウンドミックス仕様。
「Toner」は高木正勝、「Wataridori」はgroovisions、その他の楽曲全てを辻川幸一郎が制作している。2006年の文化庁メディア芸術祭のエンターテインメント部門において、「Fit Song」が優秀賞、2008年の同部門において、「Omstart」が審査委員会推薦作品を受賞した。
またEverloving RecordsからリリースされたDVD+CD形態の『SENSURROUND+B-Sides』はアメリカ「第51回グラミー賞」最優秀サラウンド・サウンド・アルバム賞にノミネートされた。
イギリスのチェリー・レッド・レコードからは『Sensuous + Sensurround』というCD+DVD形態でもリリースされている。

## 収録曲
1. Sensuous
2. Fit Song
3. Breezin'
4. Toner
5. Wataridori
6. Gum
7. Scum
8. Omstart
9. Beep it
10. Like a Rolling Stone
11. Music
12. Sleep Warm